# Fairfield (Waszyngton)
Fairfield – miasto w Stanach Zjednoczonych, w stanie Waszyngton, w hrabstwie Spokane.